# Stan Weir (Akademiker)
Stan Weir (1921–2001) war ein trotzkistischer Gewerkschaftsführer.
Weir war fast sein ganzes Leben lang Arbeiter und arbeitete während des Zweiten Weltkriegs als Seemann in der Handelsmarine, als Autoarbeiter, Hafenarbeiter, LKW-Fahrer und Maler, bevor er eine Stelle an der Universität von Illinois antrat, wo er Kurse für die örtlichen Gewerkschaften gab.
Politisch war er eine führende Persönlichkeit der trotzkistischen Strömung des "Dritten Lagers" und Mitglied der Workers Party und ihrer Nachfolgeorganisation, der Independent Socialist League. Die Figur Joe Link in Harvey Swados’ Roman Standing Fast basiert auf Weir.
In den 1980er Jahren war er Mitbegründer von Singlejack Books, einem Verlag für Arbeiterschriftsteller. Er war ein enger Freund von James Baldwin, Staughton Lynd und C.L.R. James.